# Rouska
Rouska est un label de musique britannique indépendant fondé en 1985 à Leeds par Richard Rouska et disparu en 1988. 

## Histoire
Ce label indépendant, qui se consacre à la scène musicale de Leeds et sa région, apparaît à l'époque de la C86 mais les groupes qu'il produit sont beaucoup plus éclectiques. L'un des premiers disques publiés par Rouska est une compilation, Raging Sun, sur laquelle on trouve Shop Assistants, The Wedding Present et Inca Babies.
Les groupes qui ont connu le plus de succès sur le label font de la musique électronique, The Cassandra Complex et W.M.T.I.D, c'est-à-dire, Well Martin, This Is Different.

## Groupes présents sur Rouska
- The Cassandra Complex
- W.M.T.I.D
- Third Circle
- Party Day

## Sources
- Mea Culpa, issue G, octobre 1986.